# Фальц-Фейн Фрідріх Едуардович

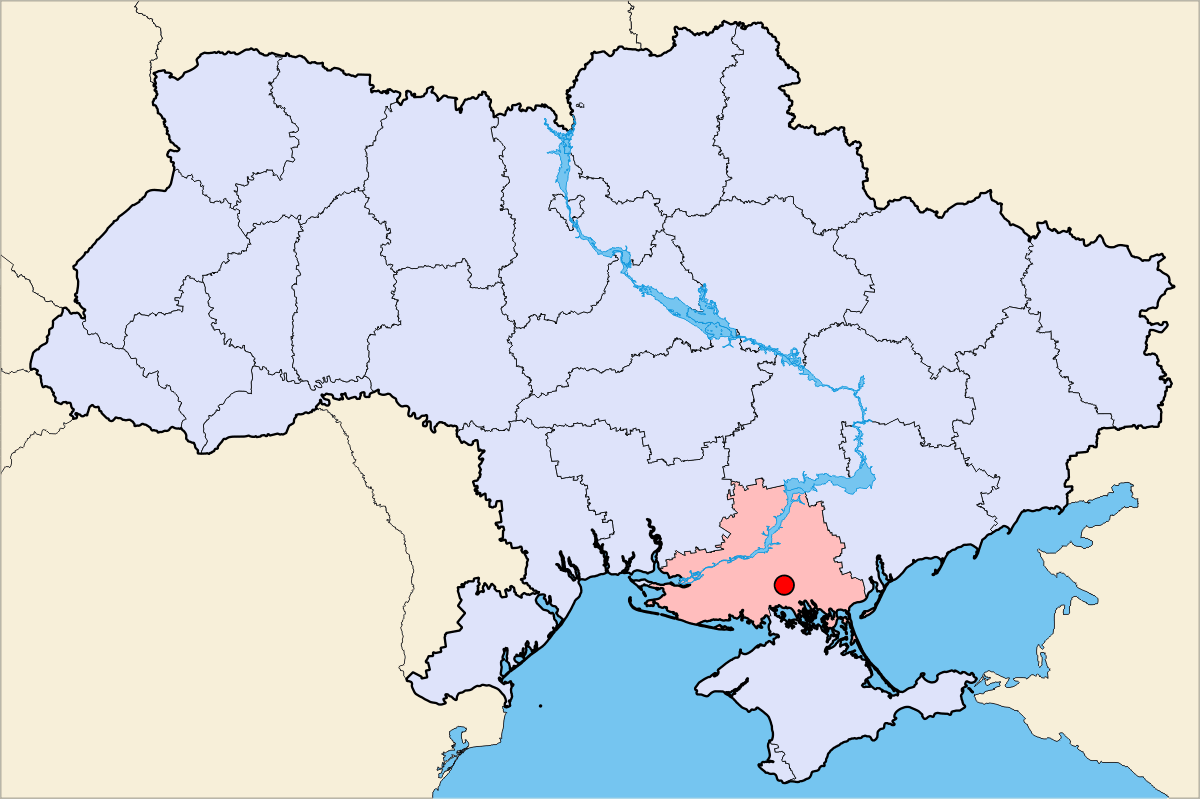
Асканія-Нова

Фальц-Фейн Фрідріх Едуардович (1863, Асканія-Нова (тепер — Херсонська область) — 2 серпня 1920, Бад-Кіссінген) — поміщик, барон, заснував у 1898 р. заповідник «Асканія-Нова». У напівпустому степу виростив сад, організував зоопарк, акліматизував десятки видів диких тварин і птахів, звезених з усіх континентів планети.

## Біографія

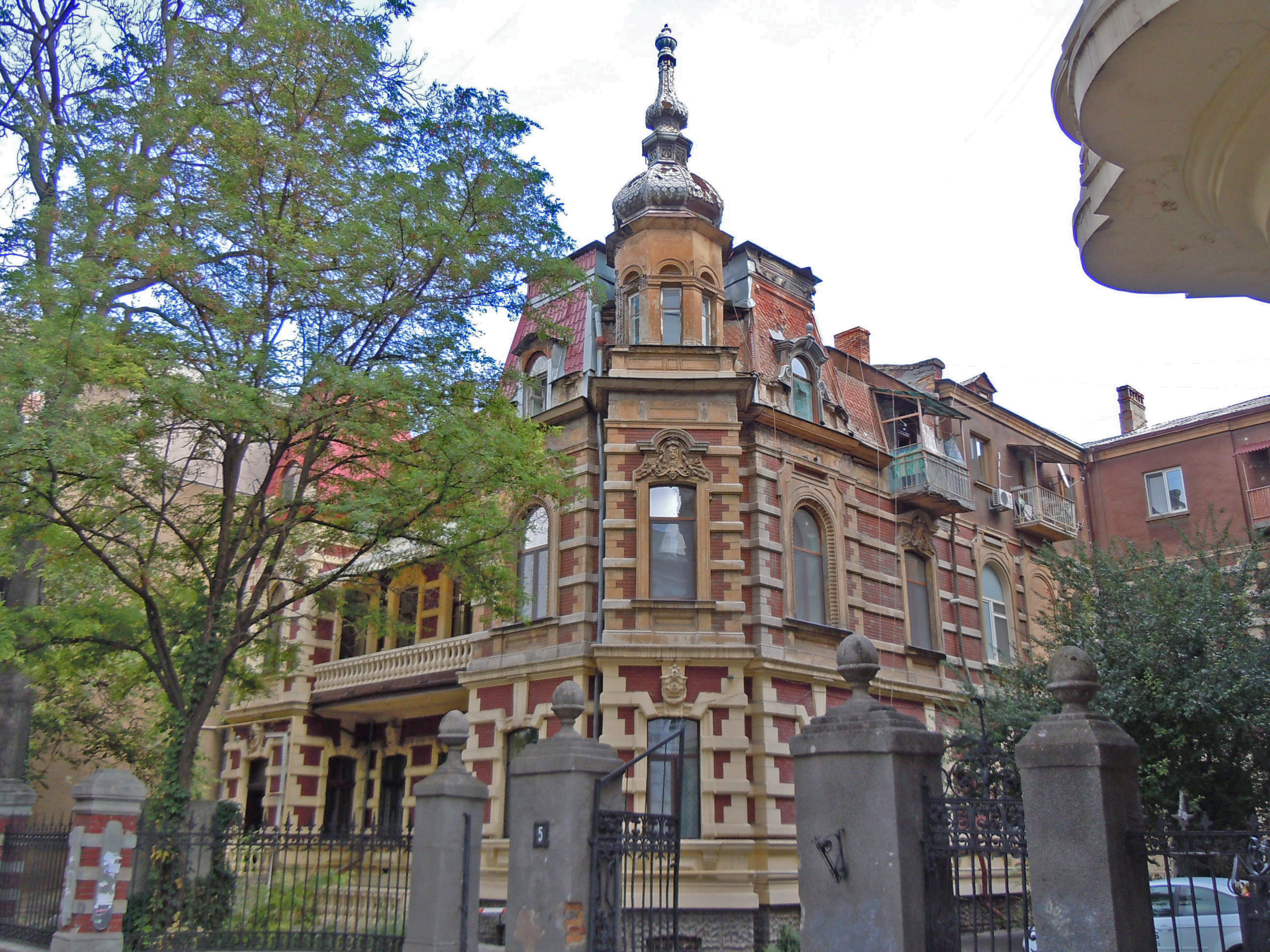
Будинок Фальц-Фейна в Одесі

Народився в родині Едуарда Івановича Фальц-Фейна та Софії Богданівни Фальц-Фейн (до шлюбу Кнауф) . У віці 17 років в нагороду за добре здані іспити в гімназії отримав від батька 8 десятин землі на свій перший вольєр, де тримав кілька степових тварин.
У 1882 році поступив в Дерптський університет, протягом курсу навчання об'їхав усі найбільші ботанічні сади і зоопарки світу. Закінчивши університет в 1889 році, створив першу частинку майбутнього заповідника в урочищі Кролі. В 1898 році закладає нові заповідні ділянки площею 500 і 120 десятин.
У 1898 році створює зоопарк і ботанічний сад (з 1898 року — заказник (природничий музей). Практично всі свої прибутки від продажу овець і шерсті (20-40 тисяч рублів в рік) Фальц — Фейн витрачав на заповідник; провів в Асканію водопровід, телеграф, телефон, електрику, збудував пошту і лікарню, зібрав велику бібліотеку.
В 1899 році привозить з Монголії коней Пржевальського. На межі століть в Асканії-Новій утримують 58 видів ссавців, 344 види птахів, в сумі — майже 2000 різних тварин.
В квітні 1902 року з Біловезької пущі до заповіднику привозять зубрів.
В грудні 1905 року селяни руйнують власність Фальц-Фейнів в Хорлах, Преображенці, Максимовці, Дофіно, Дарівці; херсонський губернатор надсилає війська, щоб захистити заповідник від зруйнування.
На початку 1917 року Фрідріх залишає Асканію і переїжджає до Москви, а ще через рік — в Німеччину, важко переживаючи розлуку зі своїм заповідником.
Ф. Фальц-Фейн був членом Французького та інших товариств природодослідників.
Помер Фрідріх Фальц-Фейн 2 серпня 1920 року та похований у Берліні.

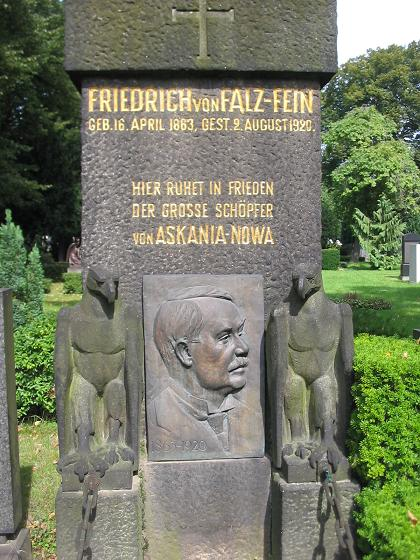
Надгробний камінь могили Фальц-Фейна

## Науковий і природоохоронний доробок
Ознайомившись з світовим досвідом природоохоронної діяльності й поселившись у родовому маєтку, Ф.Фальц-Фейн 1883 року заснував перший не лише на території Російської імперії, але й у світі екологічний заповідник: виростив сад, заклав ботанічний парк, відкрив зоопарк, у якому жило на волі 58 видів тварин (2 тисячі) та 154 види птахів. Вчений врятував від вимирання дикого коня Пржевальського й дуже жалкував, що не встиг продовжити життя іншому виду диких коней — тарпанам. Він вивчав біловезьких зубрів й сприяв збереженню цього виду тварин, що потребують захисту. 1890 року — відчинив двері крупний краєзнавчий музей. В «Асканії-Нова» була багата бібліотека. Фактично Ф.Фальц-Фейн створив у Херсонському степу науковий інститут, який займався вивченням та збереженням природи краю. Сюди приїздили відомі вчені, тут проводилися наукові зібрання.

## Вшанування пам'яті
1994 року ім'я Ф.Фальц-Фейна присвоєно Біосферному заповіднику «Асканія-Нова».
У місті Херсон вулицю Тимірязєва перейменували на вулицю Фальцфейнівську.